# Exatlon România (sezonul 1)
Exatlon România sezonul 1 este primul sezon al reality show-ului Exatlon România, care a debutat pe 7 ianuarie 2018 și s-a încheiat pe 23 mai 2018. Înscrierile au debutat pe 7 noiembrie 2017 și s-au făcut pe site-ul web al emisiunii. Fiecare cetățean român care a împlinit vârsta de 18 ani a putut participa la casting. Castingul a fost valabil pentru oamenii de rând, vedetele primind invitații de participare.
Sezonul a început cu 20 de persoane, atât vedete, cât și oameni de rând, împărțiți în două echipe reprezentative fiecăruia: „Faimoșii” (vedetele) și „Războinicii” (oamenii de rând). Filmările au avut loc în orașul Las Terrenas, pe coasta de nord a Republicii Dominicane și s-au desfășurat pe o perioadă de 140 zile.
În cadrul finalei de pe 23 mai 2018, Vladimir Drăghia a fost desemnat câștigătorul sezonului, după ce a obținut mai multe voturi din partea publicului. După câștigarea marelui premiu, Drăghia a afirmat că va dona premiul de 100.000 de euro taberei MagiCamp, fapt confirmat și de fostul ministru al Sănătății, Vlad Voiculescu, printr-o postare pe pagina oficială de Facebook.

## Concurenți
Emisiunea a debutat cu un număr de 20 de concurenți (10 vedete și 10 oameni obișnuiți). În episodul 16, celor 17 concurenți rămași în concurs li s-au alăturat alți 4. Înlocuirile au avut loc după cum urmează:
- Epsidul 19: Lupu îl înlocuiește pe Mardale după retragerea acestuia[7]
- Episodul 31: Hurezeanu a intrat în joc în locul lui Oncescu[8]
- Episodul 36: după abandonul lui Stoica, locul acestuia a fost luat de Chiș.[9]
- Episodul 53: Stană a intrat în joc în urma abandonului lui Surdu.[10]

| Concurent(ă)                                                                          | Echipa      | Status                                 |
| ------------------------------------------------------------------------------------- | ----------- | -------------------------------------- |
| Rafaela Marcaș 30, Constanța, Constanța jucătoare de tenis                            | Rǎzboinicii | Prima eliminată Episodul 7             |
| Diana Kovács 34, București judoka și antrenor personal                                | Rǎzboinicii | A doua eliminată Episodul 11           |
| Anda Adam 45, București cântăreață                                                    | Faimoșii    | A treia eliminată Episodul 15          |
| Bogdan Mardale 29, București inginer                                                  | Rǎzboinicii | Abandon Episodul 18                    |
| Claudia "Cream" Pavel 41, București cântăreață                                        | Faimoșii    | A patra eliminată Episodul 19          |
| Florian „Flo” Șendroiu 28, Câmpina, Prahova înotător de performanță                   | Faimoșii    | Al cincilea eliminat Episodul 23       |
| Ion Oncescu 47, București luptător profesionist de skanderberg                        | Faimoșii    | Abandon medical Episodul 26            |
| Radu Frandeș 54, Cluj-Napoca, Cluj fost atlet și bucătar                              | Rǎzboinicii | Al șaselea eliminat Episodul 27        |
| Anca Mihăilescu 39, București liber profesionist                                      | Rǎzboinicii | A șaptea eliminată Episodul 31         |
| Andrei Stoica 38, București kickboxer                                                 | Faimoșii    | Abandon medical Episodul 35            |
| Alex Moraru 38, București practicant de arte marțiale                                 | Rǎzboinicii | Al optulea eliminat Episodul 36        |
| Ștefan Lupu 28, Ploiești, Prahova kickboxer                                           | Rǎzboinicii | Al nouălea eliminat Episodul 41        |
| Anca Surdu 34, Constanța, Constanța gimnastă                                          | Faimoșii    | Abandon medical Episodul 44            |
| Mariana Nenu 53, București atletă                                                     | Rǎzboinicii | A zecea eliminată Episodul 46          |
| Diana Bulimar 31, Timișoara, Timiș gimnastă artistică                                 | Faimoșii    | A unsprezecea eliminată Episodul 51    |
| Oltin Hurezeanu 50, București actor                                                   | Faimoșii    | Abandon medical Episodul 56            |
| Alina Pană 39, București antrenor personal și fostă culturistă                        | Rǎzboinicii | A douăsprezecea eliminată Episodul 56  |
| Diana "Prințesa Războinică" Belbiță 29, Oradea, Bihor luptătoare profesionistă de MMA | Faimoșii    | A treisprezecea eliminată Episodul 66  |
| Geanina Stană 29, București atletă                                                    | Faimoșii    | A paisprezecea eliminată Episodul 71   |
| Giani Kiriță 48, București fost fotbalist la clubul Dinamo                            | Faimoșii    | Al cinsprezecelea eliminat Episodul 75 |
| Valentin Chiș 35, București dansator profesionist                                     | Faimoșii    | Al șaisprezecelea eliminat Episodul 86 |
| Larisa Vasile 35, Sfântu Gheorghe, Covasna instructor fitness și aerobic              | Faimoșii    | A șaptesprezecea eliminată Episodul 88 |
| Cătălin Cazacu 41, Timișoara, Timiș campion de motociclism viteză                     | Faimoșii    | Al optsprezecelea eliminat Episodul 89 |
| Roxana Moise 39, Râmnicu Vâlcea, Vâlcea fostă jucătoare de handbal                    | Rǎzboinicii | A nouăsprezecea eliminată Episodul 90  |
| Alexandru Nedelcu 33, Buzău, Buzău dansator profesionist                              | Rǎzboinicii | Locul 4 (Finalist) Episodul 91         |
| Ștefan Floroaica 33, București luptător profesionist de skandenberg                   | Rǎzboinicii | Locul 3 (Finalist) Episodul 91         |
| Ionuț Sugacevschi 35, Galați, Galați kickboxer                                        | Rǎzboinicii | Locul 2 (Finalist) Episodul 92         |
| Vladimir Drăghia 39, București fost înotător de performanță și actor                  | Faimoșii    | Câstigător Locul 1 Episodul 92         |

## Rezultatele jocurilor

### Jocul pentru cazare
| Săptămâna | Episod | Echipa câștigătoare (Casa) | Echipa pierzătoare (Tabăra) | Scor | Bonus                                                    |
| --------- | ------ | -------------------------- | --------------------------- | ---- | -------------------------------------------------------- |
| 1         | 1      | Rǎzboinicii                | Faimoșii                    | 10-7 | Nu a existat                                             |
| 1         |        | Alexandru Nedelcu          | Vladimir Drăghia            | 1-0  | Nu a existat                                             |
| 1         |        | Alina Pană                 | Anca Surdu                  | 1-1  | Nu a existat                                             |
| 1         |        | Radu Frandeș               | Giani Kiriță                |      | Nu a existat                                             |
| 1         | 3      | Faimoșii                   | Rǎzboinicii                 | 10-8 | Nu a existat                                             |
| 2         | 4      | Rǎzboinicii                | Faimoșii                    | 10-8 | Nu a existat                                             |
| 2         | 7      | Faimoșii                   | Rǎzboinicii                 | 10-8 | Nu a existat                                             |
| 3         | 9      | Faimoșii                   | Rǎzboinicii                 | 10-6 | Nu a existat                                             |
| 3         | 11     | Faimoșii                   | Rǎzboinicii                 | 10-0 | Nu a existat                                             |
| 4         | 13     | Rǎzboinicii                | Faimoșii                    | 10-5 | Nu a existat                                             |
| 4         | 14     | Rǎzboinicii                | Faimoșii                    | 10-7 | Nu a existat                                             |
| 5         | 17     | Faimoșii                   | Războinicii                 | 10-9 | Nu a existat                                             |
| 5         | 19     | Rǎzboinicii                | Faimoșii                    | 10-7 | Hamburger cu chipsuri de cartofi și o limonadă           |
| 6         | 21     | Rǎzboinicii                | Faimoșii                    | 10-9 | Nu a existat                                             |
| 6         | 23     | Faimoșii                   | Rǎzboinicii                 | 10-5 | Masaj                                                    |
| 7         | 25     | Rǎzboinicii                | Faimoșii                    | 10-8 | Excursie la cascada Limón                                |
| 7         | 27     | Faimoșii                   | Rǎzboinicii                 | 10-7 | Cinci felii de pizza pentru fiecare membru               |
| 8         | 30     | Faimoșii                   | Rǎzboinicii                 | 10-9 | Nu a existat                                             |
| 9         | 32     | Faimoșii                   | Rǎzboinicii                 | 5-3  | O friptură de vită cu piure și o băutură răcoritoare     |
| 9         | 35     | Faimoșii                   | Rǎzboinicii                 | 10-5 | O scrisoare de la un prieten drag                        |
| 10        | 37     | Faimoșii                   | Rǎzboinicii                 | 5-3  | Cinci chiftele, o saltă și două feli de pâine cu usturoi |
| 10        | 40     | Faimoșii                   | Rǎzboinicii                 | 10-9 | Nu a existat                                             |
| 11        | 42     | Faimoșii                   | Rǎzboinicii                 | 10-7 | O porție de paste                                        |
| 11        | 45     | Faimoșii                   | Rǎzboinicii                 | 10-7 | Nu a existat                                             |
| 12        | 47     | Rǎzboinicii                | Faimoșii                    | 10-5 | Așternuturi curate                                       |
| 12        | 50     | Rǎzboinicii                | Faimoșii                    | 10-3 | Nu a existat                                             |
| 13        | 52     | Rǎzboinicii                | Faimoșii                    | 10-5 | Snickers                                                 |
| 13        | 55     | Faimoșii                   | Rǎzboinicii                 | 10-8 | Nu a existat                                             |
| 14        | 57     | Rǎzboinicii                | Faimoșii                    | 10-8 | Nu a existat                                             |
| 14        | 60     | Rǎzboinicii                | Faimoșii                    | 10-6 | Nu a existat                                             |
| 15        | 63     | Războinicii                | Faimoșii                    | 10-3 | Nu a existat                                             |
| 15        | 65     | Războinicii                | Faimoșii                    | 10-9 | Nu a existat                                             |
| 16        | 67     | Faimoșii                   | Războinicii                 | 10-7 | Excursie la Punta Cana                                   |
| 16        | 71     | Faimoșii                   | Războinicii                 | 10-6 | Nu a existat                                             |
| 17        | 74     | Războinicii                | Faimoșii                    | 10-9 | Lahmacun și muzică                                       |
| 17        | 76     | Faimoșii                   | Războinicii                 | 10-8 | Petrecere                                                |
| 18        | 79     | Războinicii                | Faimoșii                    | 10-8 | Nu a existat                                             |
| 18        | 81     | Războinicii                | Faimoșii                    | 10-1 | Nu a existat                                             |
| 19        | 83     | Faimoșii                   | Războinicii                 | 10-2 | Nu a existat                                             |
| 19        | 86     | Războinicii                | Faimoșii                    | 10-9 | Excursie cu catamaranul                                  |
| 20        | 89     | Războinicii                | Faimoșii                    | 10-3 | Nu a existat                                             |

### Bătălia pentru shopping
| Săptămâna | Episod | Echipa câștigătoare | Scor | Premiu                             |
| --------- | ------ | ------------------- | ---- | ---------------------------------- |
| 1         | 2      | Faimoșii            | 10-6 | 150 de peso pentru întreaga echipă |
| 2         | 6      | Rǎzboinicii         | 10-9 | 250 de peso pentru întreaga echipă |

### Best of game
| Săptămâna | Episod | Echipa câștigătoare | Scor | Premiu                                         | Participanți         | Participanți         |
| --------- | ------ | ------------------- | ---- | ---------------------------------------------- | -------------------- | -------------------- |
| 1         | 2      | Faimoșii            | 5-0  | 250 de peso pentru fiecare membru al echipei   | Anca S. / Vladimir   | Mariana / Ionuț      |
| 2         | 6      | Războinicii         | 5-3  | 250 de peso pentru fiecare membru al echipei   | Alina / Alexandru    | Anca S. / Vladimir   |
| 3         | 8      | Faimoșii            | 5-3  | 250 de peso pentru fiecare membru al echipei   | Diana Be. / Vladimir | Anca M. / Ștefan     |
| 4         | 13     | Faimoșii            | 5-1  | 250 de peso pentru fiecare membru al echipei   | Diana Be. / Vladimir | Alina / Ionuț        |
| 5         | 17     | Faimoșii            | 5-3  | 250 de peso pentru fiecare membru al echipei   | Diana Be. / Vladimir | Mariana / Alexandru  |
| 6         | 22     | Războinicii         | 5-4  | 500 de peso pentru fiecare membru al echipei   | Mariana / Ștefan     | Diana Be. / Vladimir |
| 7         | 24     | Războinicii         | 5-4  | 500 de peso pentru fiecare membru al echipei   | Mariana / Lupu       | Diana Be. / Andrei   |
| 8         | 28     | Faimoșii            | 5-1  | 500 de peso pentru fiecare membru al echipei   | Diana Be. / Vladimir | Roxana / Alex        |
| 11        | 42     | Faimoșii            | 5-3  | 250 de peso pentru fiecare membru al echipei   | Diana Be. / Valentin | Roxana / Alexandru   |
| 12        | 47     | Războinicii         | 5-3  | 500 de peso pentru fiecare membru al echipei   | Roxana / Ionuț       | Diana Be. / Vladimir |
| 13        | 52     | Faimoșii            | 5-3  | 750 de peso pentru fiecare membru al echipei   | Diana Be. / Cătălin  | Roxana / Ionuț       |
| 14        | 57     | Faimoșii            | 5-4  | 750 de peso pentru fiecare membru al echipei   | Diana Be. / Cătălin  | Roxana / Alexandru   |
| 15        | 64     | Războinicii         | 5-1  | 750 de peso pentru fiecare membru al echipei   | Roxana/ Ionuț        | Diana Be./ Cătălin   |
| 16        | 68     | Faimoșii            | 5-3  | 750 de peso pentru fiecare membru al echipei   | Larisa / Vladimir    | Roxana / Ionuț       |
| 17        | 74     | Războinicii         | 5-2  | 750 de peso pentru fiecare membru al echipei   | Roxana / Ionuț       | Larisa / Vladimir    |
| 18        | 79     | Faimoșii            | 5-4  | 750 de peso pentru fiecare membru al echipei   | Larisa / Cătălin     | Roxana / Alexandru   |
| 19        | 84     | Faimoșii            | 5-4  | 1,000 de peso pentru fiecare membru al echipei | Larisa / Vladimir    | Roxana / Ionuț       |

### Galele eliminatorii
| Săptămâna | Episod | Finala feminină | Finala feminină | Scor final | Finala masculină | Finala masculină | Scor final | Premiu                                                |
| Săptămâna | Episod | Câștigătoare    | Pierzătoare     | Scor final | Câștigător       | Pierzător        | Scor final | Premiu                                                |
| --------- | ------ | --------------- | --------------- | ---------- | ---------------- | ---------------- | ---------- | ----------------------------------------------------- |
| 1         | 3      | Alina           | Anca S.         | 2-1        | Ștefan           | Vladimir         | 2-1        | 3 bulete cu cașcaval pentru fiecare membru al echipei |
| 2         | 4      | Diana K.        | Anda            | 2-1        | Ștefan           | Giani            | 2-0        | Mini sandwich-uri                                     |

### Runda bonus
| Săptămâna | Episod | Echipa câștigătoare | Scor | Premiu | Tipul jocului |
| --------- | ------ | ------------------- | ---- | --- | ------------- |
| 3         | 9      | Rǎzboinicii         | 10-4 | Croissanți cu cârnăciori                                                                                          | mini game     |
| 4         | 12     | Rǎzboinicii         | 10-8 | Lasagna, limonadă și un mini teren de fotbal                                                                      | circuit       |
| 4         | 12     | Faimoșii            | 10-1 | Rulouri cu carne tocată și salată                                                                                 | mini game     |
| 5         | 16     | Faimoșii            | 10-6 | Pulpe de pui la cuptor cu cartofi și salată și o masă de ping pong                                                | circuit       |
| 5         | 16     | Faimoșii            | 10-4 | O felie de tartă cu legume pentru fiecare membru                                                                  | mini game     |
| 6         | 20     | Faimoșii            | 10-8 | O plimbare cu catamaranul și mâncare                                                                              | circuit       |
| 6         | 20     | Faimoșii            | 10-7 | Hotdog și chipsuri de cartofi                                                                                     | mini game     |
| 7         | 24     | Rǎzboinicii         | 10-6 | Mini șnițele, chipsuri de cartofi și muzică românească                                                            | circuit       |
| 7         | 25     | Faimoșii            | 10-9 | Plăcinte cu brânză                                                                                                | mini game     |
| 8         | 29     | Faimoșii            | 10-4 | Trei frigărui de pui cu broccoli și cartofi și mesaje din partea fanilor                                          | circuit       |
| 8         | 29     | Faimoșii            | 10-7 | Pizza Calzone | mini game     |
| 8         | 31     | Rǎzboinicii         | 10-3 | Excursie la Santo Domingo                                                                                         | circuit       |
| 9         | 33     | Rǎzboinicii         | 10-6 | Turul orașului Santo Domingo și o masă oferită de KFC                                                             | circuit       |
| 9         | 33     | Rǎzboinicii         | 10-8 | Crochete din cartofi umplute cu ton și salată                                                                     | mini game     |
| 9         | 35     | Faimoșii            | 10-9 | O porție de nachos cu vită și pui                                                                                 | mini game     |
| 9         | 36     | Faimoșii            | 10-6 | Cheeseburger cu chipsuri de cartofi și o plimbare cu tiroliana                                                    | circuit       |
| 10        | 38     | Rǎzboinicii         | 10-9 | Clătite cu pui și mesaje din partea familiei                                                                      | circuit       |
| 10        | 38     | Faimoșii            | 7-4  | Sandwich-uri panini                                                                                               | mini game     |
| 10        | 39     | Faimoșii            | 10-6 | Plimbare cu catamaranul, scuba diving și mâncare                                                                  | circuit       |
| 10        | 41     | Rǎzboinicii         | 10-4 | Produse de îngrijire personală, muzică tradițională și mâncare                                                    | circuit       |
| 11        | 43     | Faimoșii            | 10-9 | Mămăligă cu brânză și scrisori de le prieteni                                                                     | circuit       |
| 11        | 43     | Rǎzboinicii         | 10-5 | Hot dog pentru fiecare membru al echipei                                                                          | mini game     |
| 11        | 44     | Rǎzboinicii         | 10-6 | Excursie la Santo Domingo și o noapte la hotel                                                                    | circuit       |
| 11        | 46     | Rǎzboinicii         | 10-7 | O noapte petrecută într-o vilă luxoasă                                                                            | circuit       |
| 12        | 48     | Faimoșii            | 10-8 | Cartofi copți cu brânză și salată și scrisori din partea familiei                                                 | circuit       |
| 12        | 48     | Faimoșii            | 10-3 | Două sandwich-uri cu chiftele pentru fiecare membru                                                               | mini game     |
| 12        | 49     | Faimoșii            | 10-9 | Sushi | circuit       |
| 12        | 51     | Faimoșii            | 10-8 | Petrecere | circuit       |
| 13        | 53     | Faimoșii            | 10-8 | Un hamburger pentru fiecare membru și comunicare cu prietenii                                                     | circuit       |
| 13        | 53     | Faimoșii            | 10-8 | Burrito cu pui | mini game     |
| 13        | 54     | Rǎzboinicii         | 10-4 | O masă la restaurant și concert live în La Romana                                                                 | circuit       |
| 13        | 56     | Rǎzboinicii         | 10-6 | Friptură cu piure, caffe latte și video game                                                                      | circuit       |
| 14        | 58     | Faimoșii            | 10-8 | Musaca de carne cu cartofi și salată și comunicare cu familia                                                     | circuit       |
| 14        | 59     | Rǎzboinicii         | 10-7 | Șnițel din carne de vită cu salată de cartofi                                                                     | circuit       |
| 14        | 59     | Faimoșii            | 10-6 | Cârnați cu sos de roșii, salată și pui                                                                            | mini game     |
| 14        | 61     | Rǎzboinicii         | 10-9 | O masă la restaurant                                                                                              | circuit       |
| 14        | 61     | Faimoșii            | 5-4  | Tocăniță de pui cu cartofi                                                                                        | mini game     |
| 15        | 62     | Faimoșii            | 10-7 | Friptură cu cartofi la cuptor și mesaje video din partea prietenilor                                              | circuit       |
| 15        | 62     | Rǎzboinicii         | 10-7 | Ciorbă de perișoare                                                                                               | mini game     |
| 15        | 64     | Faimoșii            | 10-5 | Vizionarea unui film                                                                                              | circuit       |
| 15        | 64     | Rǎzboinicii         | 5-1  | O masă la restaurant                                                                                              | mini game     |
| 15        | 66     | Rǎzboinicii         | 10-8 | O cină și o excursie în Santo Domingo                                                                             | circuit       |
| 16        | 67     | Rǎzboinicii         | 10-6 | Pizza Calzone | mini game     |
| 16        | 68     | Rǎzboinicii         | 10-6 | Scrisori din partea familiei și varză a la Cluj                                                                   | circuit       |
| 16        | 69     | Faimoșii            | 10-8 | Fajitas cu carne                                                                                                  | circuit       |
| 17        | 72     | Rǎzboinicii         | 10-4 | Mesaje din partea familiei și ardei umpluți                                                                       | circuit       |
| 17        | 72     | Rǎzboinicii         | 10-4 | Două bucăți de plăcintă cu carne de pui                                                                           | mini game     |
| 18        | 77     | Faimoșii            | 10-9 | Kebab și mesaje video din partea familiei                                                                         | circuit       |
| 18        | 78     | Rǎzboinicii         | 10-8 | Excursie la Santo Domingo, o masă la restaurant și cumpărături de 25,000 de peso pentru fiecare membru al echipei | circuit       |
| 18        | 80     | Rǎzboinicii         | 10-9 | Tratament SPA, o cină la restaurant și cazare la hotel                                                            | circuit       |
| 18        | 80     | Faimoșii            | 5-1  | Fettuccine cu sos de smântână și ciuperci                                                                         | mini game     |
| 19        | 82     | Faimoșii            | 10-4 | Calzone turcesc cu salată și ayran și comunicare cu un membru al familiei                                         | circuit       |
| 19        | 82     | Faimoșii            | 10-3 | Streed food | mini game     |
| 19        | 85     | Faimoșii            | 10-5 | O noapte la un hotel luxos + cină și mic dejun                                                                    | circuit       |
| 19        | 85     | Faimoșii            | 7-5  | Salată Caesar cu pui                                                                                              | mini game     |

### Quiz Arena
- Numele scrise îngroșat reprezintă câștigătorii fiecărui joc, iar cele scrise cursiv reprezintă concurenții care au beneficiat de premiu.

| Săptămâna | Episod | Câștigătorul                             | Premiu                                  |
| --------- | ------ | ---------------------------------------- | --------------------------------------- |
| 10        | 39     | Valentin Diana Be., Diana Bu. & Vladimir | Brioșe cu ciocolată                     |
| 11        | 44     | Cătălin Diana Be., Giani & Oltin         | Cheesecake cu lămâie                    |
| 12        | 49     | Oltin Diana Bu. & Vladimir               | Croissanți cu ciocolată și jacobs 3în1  |
| 13        | 54     | Oltin Cătălin & Giani                    | Caffe latte și mousse de ciocolată      |
| 14        | 60     | Vladimir Cătălin & Larisa                | Tort de clătite                         |
| 15        | 63     | Giani Valentin & Vladimir                | Papanași                                |
| 16        | 69     | Alexandru Ionuț & Roxana                 | Milkshake de ciocolată și cozonac       |
| 17        | 73     | Ștefan Ionuț & Roxana                    | Clătite cu ciocolată, banane și căpșuni |
| 19        | 83     | Valentin Cătălin, Larisa & Vladimir      | Cookies cu ciocolată                    |

### Ghicește dacă poți!
| Săptămâna | Episod | Echipa câștigătoare | Premiu   |
| --------- | ------ | ------------------- | -------- |
| 18        | 78     | Războinicii         | Tiramisu |

### Jocul de Arenă
- În săptămânile 1, 14 și 18 nu s-a jucat Jocul de Arenă.

| Săptămâna | Episod | Echipa câștigătoare | Scor | Câștigătorul imunității | Jucătorul săptămânii | Propuși pentru eliminare         | Propuși pentru eliminare      | Propuși pentru eliminare     | Eliminat  |
| Săptămâna | Episod | Echipa câștigătoare | Scor | Câștigătorul imunității | Jucătorul săptămânii | De către câștigătorul imunității | De către jucătorul săptămânii | De către restul echipei      | Eliminat  |
| --------- | ------ | ------------------- | ---- | ----------------------- | -------------------- | -------------------------------- | ----------------------------- | ---------------------------- | --------- |
| 2         | 5      | Faimoșii            | 10-9 | Ștefan                  | Anca M.              | Radu                             | Ionuț                         | Rafaela                      | Rafaela   |
| 3         | 10     | Faimoșii            | 10-5 | Anca M.                 | Alina                | Radu                             | Bogdan                        | Diana K.                     | Diana K.  |
| 4         | 14     | Rǎzboinicii         | 10-7 | Vladimir                | Giani                | Anda                             | Ion                           | Andrei                       | Anda      |
| 5         | 18     | Rǎzboinicii         | 10-9 | Vladimir                | Giani                | Ion                              | Larisa                        | Claudia                      | Claudia   |
| 6         | 21     | Rǎzboinicii         | 10-9 | Vladimir                | Cătălin              | Diana Bu.                        | Flo                           | Ion                          | Flo       |
| 7         | 26     | Faimoșii            | 10-4 | Alina                   | Mariana              | Radu                             | Alex                          | Anca M.                      | Radu      |
| 8         | 30     | Faimoșii            | 10-9 | Alex                    | Alina                | Ștefan                           | Ionuț                         | Anca M.                      | Anca M.   |
| 9         | 34     | Faimoșii            | 10-1 | Alexandru               | Ionuț                | Alina                            | Lupu                          | Alex                         | Alex      |
| 10        | 40     | Faimoșii            | 10-9 | Alexandru               | Ștefan               | Alina                            | Roxana                        | Lupu                         | Lupu      |
| 11        | 45     | Faimoșii            | 10-7 | Ionuț                   | Alina                | Ștefan                           | Alexandru                     | Mariana                      | Mariana   |
| 12        | 50     | Rǎzboinicii         | 10-3 | Valentin                | Cătălin              | Larisa                           | Diana Bu.                     | Oltin                        | Diana Bu. |
| 13        | 55     | Faimoșii            | 10-8 | Alexandru               | Ionuț                | Alina, Roxana & Ștefan           | Alina, Roxana & Ștefan        | Alina, Roxana & Ștefan       | Alina     |
| 15        | 65     | Rǎzboinicii         | 10-9 | Valentin                | Vladimir             | Diana Be.                        | Larisa                        | Geanina                      | Diana Be. |
| 16        | 70     | Rǎzboinicii         | 10-8 | Giani                   | Larisa               | Valentin                         | Cătălin                       | Geanina                      | Geanina   |
| 17        | 75     | Rǎzboinicii         | 10-9 | Vladimir                | Larisa               | Cătălin, Giani & Valentin        | Cătălin, Giani & Valentin     | Cătălin, Giani & Valentin    | Giani     |
| 19        | 86     | Rǎzboinicii         | 10-9 | Larisa                  |                      | Cătălin, Valentin & Vladimir     | Cătălin, Valentin & Vladimir  | Cătălin, Valentin & Vladimir | Valentin  |
| 20        | 88     | Rǎzboinicii         | 10-4 | Cătălin                 | Larisa & Vladimir    | Larisa & Vladimir                | Larisa & Vladimir             | Larisa                       |           |
| 20        | 89     | Rǎzboinicii         | 10-3 |                         | Cătălin & Vladimir   | Cătălin & Vladimir               | Cătălin & Vladimir            | Cătălin                      |           |

### Jocul internațional
| Săptămâna | Episod | Țara câștigătoare | Țara pierzătoare | Scor | Premiu                               |
| --------- | ------ | ----------------- | ---------------- | ---- | ------------------------------------ |
| 3         | 8      | Mexic             | România          | 10-4 | Banchet                              |
| 4         | 15     | Mexic             | România          | 10-9 | Fiesta                               |
| 6         | 22     | Mexic             | România          | 10-5 | Cină                                 |
| 8         | 28     | România           | Turcia           | 10-8 | O masă la restaurant                 |
| 9         | 32     | Turcia            | România          | 10-6 | O masă la restaurant în Las Terrenas |
| 10        | 37     | Turcia            | România          | 10-4 | O masă la restaurant                 |
| 17        | 73     | Grecia            | România          | 10-7 | O masă la restaurant                 |
| 19        | 84     | România           | Grecia           | 10-8 | O masă la restaurant                 |
| 20        | 87     | România           | Columbia         | 10-8 | O masă la restaurant                 |

### Gala internațională a Jucătorilor săptămânii
| Săptămâna | Episod | Gala feminină | Gala feminină | Gala feminină   | Scor  | Gala masculină | Gala masculină | Gala masculină | Scor  |
| Săptămâna | Episod | Locul I       | Locul II      | Locul III       | Scor  | Locul I        | Locul II       | Locul III      | Scor  |
| --------- | ------ | ------------- | ------------- | --------------- | ----- | -------------- | -------------- | -------------- | ----- |
| 9         | 34     | Larisa Vasile | Damla Can     | Katerina Dalaka | 5-4-0 | Umit Karan     | Giani Kiriță   | Ilias Gotzis   | 5-4-3 |

## Play-off

### Jocul de eliminare
| Săptămâna | Episod | Concurenți | Concurenți | Concurenți | Concurenți | Concurenți | Nominalizați    | Eliminat  |
| Săptămâna | Episod | Vladimir   | Ionuț      | Ștefan     | Alexandru  | Roxana     | Nominalizați    | Eliminat  |
| --------- | ------ | ---------- | ---------- | ---------- | ---------- | ---------- | --------------- | --------- |
| 20        | 90     | 5 pct.     | 5 pct.     | 3 pct.     | 5 pct.     | 0 pct.     | Roxana & Ștefan | Roxana    |
| 20        | 91     | 1 pct.     | 2 pct.     | 2 pct.     | 0 pct.     |            |                 | Alexandru |
| 20        | 91     | 1 pct.     | 2 pct.     | 0 pct.     |            |            |                 | Ștefan    |

## Tabelul nominalizărilor
| #                        | #                        | #                        | Săptămâna 2                                                     | Săptămâna 3                                                      | Săptămâna 4                                                  | Săptămâna 5                                                     | Săptămâna 6                                                     | Săptămâna 7                                                  | Săptămâna 8                                                     | Săptămâna 9                                                  | Săptămâna 10                                                      | Săptămâna 11                                                    | Săptămâna 12                                                      | Săptămâna 13                                                  | Săptămâna 14                  | Săptămâna 15                                                      | Săptămâna 16                                                    | Săptămâna 17                                                  | Săptămâna 18                  | Săptămâna 19                                                     | Săptămâna 20                                                   | Săptămâna 20                                                    | Săptămâna 20                                                   | Săptămâna 20                                                     | Săptămâna 20                                                                   | Nominalizări primite |
| #                        | #                        | #                        | Săptămâna 2                                                     | Săptămâna 3                                                      | Săptămâna 4                                                  | Săptămâna 5                                                     | Săptămâna 6                                                     | Săptămâna 7                                                  | Săptămâna 8                                                     | Săptămâna 9                                                  | Săptămâna 10                                                      | Săptămâna 11                                                    | Săptămâna 12                                                      | Săptămâna 13                                                  | Săptămâna 14                  | Săptămâna 15                                                      | Săptămâna 16                                                    | Săptămâna 17                                                  | Săptămâna 18                  | Săptămâna 19                                                     | Episodul 88                                                    | Episodul 89                                                     | Episodul 90                                                    | Semifinala                                                       | Finala                                                                         | Nominalizări primite |
| ------------------------ | ------------------------ | ------------------------ | --------------------------------------------------------------- | ---------------------------------------------------------------- | ------------------------------------------------------------ | --------------------------------------------------------------- | --------------------------------------------------------------- | ------------------------------------------------------------ | --------------------------------------------------------------- | ------------------------------------------------------------ | ----------------------------------------------------------------- | --------------------------------------------------------------- | ----------------------------------------------------------------- | ------------------------------------------------------------- | ----------------------------- | ----------------------------------------------------------------- | --------------------------------------------------------------- | ------------------------------------------------------------- | ----------------------------- | ---------------------------------------------------------------- | -------------------------------------------------------------- | --------------------------------------------------------------- | -------------------------------------------------------------- | ---------------------------------------------------------------- | ------------------------------------------------------------------------------ | -------------------- |
|                          |                          | Vladimir                 | Imun                                                            | Imun                                                             | Anda                                                         | Ion                                                             | Diana Bu.                                                       | Imun                                                         | Imun                                                            | Imun                                                         | Imun                                                              | Imun                                                            | Nu a votat                                                        | Imun                                                          | Nu a nominalizat              | Larisa                                                            | Nu a votat                                                      | Protejat                                                      | Nu a nominalizat              | Nominalizat                                                      | Nominalizat                                                    | Nominalizat                                                     | Protejat                                                       | Finalist                                                         | Câștigător                                                                     | 0                    |
|                          | Ionuț                    | Rafaela                  | Diana K.                                                        | Imun                                                             | Imun                                                         | Imun                                                            | Anca M.                                                         | Anca M.                                                      | Lupu, Alina                                                     | Lupu                                                         | Ștefan, Mariana                                                   | Imun                                                            | Protejat                                                          | Nu a nominalizat                                              | Imun                          | Imun                                                              | Imun                                                            | Nu a nominalizat                                              | Imun                          | Imun                                                             | Imun                                                           | Protejat                                                        | Finalist                                                       | Locul secund                                                     | 4                                                                              |                      |
|                          | Ștefan F.                | Radu                     | Diana K.                                                        | Imun                                                             | Imun                                                         | Imun                                                            | Anca M.                                                         | Anca M.                                                      | Alex                                                            | Roxana, Roxana                                               | Mariana                                                           | Imun                                                            | Nominalizat                                                       | Nu a nominalizat                                              | Imun                          | Imun                                                              | Imun                                                            | Nu a nominalizat                                              | Imun                          | Imun                                                             | Imun                                                           | Nominalizat                                                     | Eliminat                                                       | Eliminat (Episodul 91)                                           | 2                                                                              |                      |
|                          | Alexandru                | Rafaela                  | Diana K.                                                        | Imun                                                             | Imun                                                         | Imun                                                            | Anca M.                                                         | Anca M.                                                      | Alina, Alex                                                     | Alina, Roxana                                                | Mariana                                                           | Imun                                                            | Protejat                                                          | Nu a nominalizat                                              | Imun                          | Imun                                                              | Imun                                                            | Nu a nominalizat                                              | Imun                          | Imun                                                             | Imun                                                           | Protejat                                                        | Eliminat                                                       | Eliminat (Episodul 91)                                           | 1                                                                              |                      |
|                          | Roxana                   | Nu a fost în joc         | Nu a fost în joc                                                | Nu a fost în joc                                                 | Imună                                                        | Imună                                                           | Anca M.                                                         | Anca M.                                                      | Alex                                                            | Lupu                                                         | Mariana                                                           | Imună                                                           | Nominalizată                                                      | Nu a nominalizat                                              | Imună                         | Imună                                                             | Imună                                                           | Nu a nominalizat                                              | Imună                         | Imună                                                            | Imună                                                          | Nominalizată                                                    | Eliminată (Episodul 90)                                        | Eliminată (Episodul 90)                                          | 3                                                                              |                      |
|                          |                          | Cătălin                  | Imun                                                            | Imun                                                             | Andrei                                                       | Flo                                                             | Flo                                                             | Imun                                                         | Imun                                                            | Imun                                                         | Imun                                                              | Imun                                                            | Diana Bu., Oltin                                                  | Imun                                                          | Nu a nominalizat              | Geanina                                                           | Geanina                                                         | Nominalizat                                                   | Nu a nominalizat              | Nominalizat                                                      | Protejat                                                       | Nominalizat                                                     | Eliminat (Episodul 89)                                         | Eliminat (Episodul 89)                                           | Eliminat (Episodul 89)                                                         | 1                    |
|                          | Larisa                   | Nu a fost în joc         | Nu a fost în joc                                                | Nu a fost în joc                                                 | Claudia                                                      | Ion                                                             | Imună                                                           | Imună                                                        | Imună                                                           | Imună                                                        | Imună                                                             | Oltin                                                           | Imună                                                             | Nu a nominalizat                                              | Geanina                       | Cătălin, Geanina                                                  | Protejată                                                       | Nu a nominalizat                                              | Protejată                     | Nominalizată                                                     | Eliminată (Episodul 88)                                        | Eliminată (Episodul 88)                                         | Eliminată (Episodul 88)                                        | Eliminată (Episodul 88)                                          | 4                                                                              |                      |
|                          | Valentin                 | Nu a fost în joc         | Nu a fost în joc                                                | Nu a fost în joc                                                 | Nu a fost în joc                                             | Nu a fost în joc                                                | Nu a fost în joc                                                | Nu a fost în joc                                             | Nu a fost în joc                                                | Imun                                                         | Imun                                                              | Larisa                                                          | Imun                                                              | Nu a nominalizat                                              | Diana Be.                     | Nu a votat                                                        | Nominalizat                                                     | Nu a nominalizat                                              | Nominalizat                   | Eliminat (Episodul 86)                                           | Eliminat (Episodul 86)                                         | Eliminat (Episodul 86)                                          | Eliminat (Episodul 86)                                         | Eliminat (Episodul 86)                                           | 2                                                                              |                      |
|                          | Giani                    | Imun                     | Imun                                                            | Ion                                                              | Larisa                                                       | Ion                                                             | Imun                                                            | Imun                                                         | Imun                                                            | Imun                                                         | Imun                                                              | Oltin                                                           | Imun                                                              | Nu a nominalizat                                              | Geanina                       | Valentin, Geanina                                                 | Nominalizat                                                     | Eliminat (Episodul 75)                                        | Eliminat (Episodul 75)        | Eliminat (Episodul 75)                                           | Eliminat (Episodul 75)                                         | Eliminat (Episodul 75)                                          | Eliminat (Episodul 75)                                         | Eliminat (Episodul 75)                                           | 0                                                                              |                      |
|                          | Geanina                  | Nu a fost în joc         | Nu a fost în joc                                                | Nu a fost în joc                                                 | Nu a fost în joc                                             | Nu a fost în joc                                                | Nu a fost în joc                                                | Nu a fost în joc                                             | Nu a fost în joc                                                | Nu a fost în joc                                             | Nu a fost în joc                                                  | Nu a fost în joc                                                | Imună                                                             | Nu a nominalizat                                              | Nu a votat                    | Valentin                                                          | Eliminată (Episodul 71)                                         | Eliminată (Episodul 71)                                       | Eliminată (Episodul 71)       | Eliminată (Episodul 71)                                          | Eliminată (Episodul 71)                                        | Eliminată (Episodul 71)                                         | Eliminată (Episodul 71)                                        | Eliminată (Episodul 71)                                          | 7                                                                              |                      |
|                          | Diana Be.                | Imună                    | Imună                                                           | Andrei                                                           | Ion                                                          | Ion                                                             | Imună                                                           | Imună                                                        | Imună                                                           | Imună                                                        | Imună                                                             | Oltin                                                           | Imună                                                             | Nu a nominalizat                                              | Geanina                       | Eliminată (Episodul 66)                                           | Eliminată (Episodul 66)                                         | Eliminată (Episodul 66)                                       | Eliminată (Episodul 66)       | Eliminată (Episodul 66)                                          | Eliminată (Episodul 66)                                        | Eliminată (Episodul 66)                                         | Eliminată (Episodul 66)                                        | Eliminată (Episodul 66)                                          | 1                                                                              |                      |
|                          | Alina                    | Rafaela                  | Bogdan                                                          | Imună                                                            | Imună                                                        | Imună                                                           | Radu                                                            | Ionuț                                                        | Nu a votat                                                      | Lupu                                                         | Alexandru                                                         | Imună                                                           | Nominalizată                                                      | Eliminată (Episodul 56)                                       | Eliminată (Episodul 56)       | Eliminată (Episodul 56)                                           | Eliminată (Episodul 56)                                         | Eliminată (Episodul 56)                                       | Eliminată (Episodul 56)       | Eliminată (Episodul 56)                                          | Eliminată (Episodul 56)                                        | Eliminată (Episodul 56)                                         | Eliminată (Episodul 56)                                        | Eliminată (Episodul 56)                                          | 3                                                                              |                      |
|                          | Oltin                    | Nu a fost în joc         | Nu a fost în joc                                                | Nu a fost în joc                                                 | Nu a fost în joc                                             | Nu a fost în joc                                                | Nu a fost în joc                                                | Nu a fost în joc                                             | Imun                                                            | Imun                                                         | Imun                                                              | Nu a votat                                                      | Imun                                                              | Abandon medical (Episodul 56)                                 | Abandon medical (Episodul 56) | Abandon medical (Episodul 56)                                     | Abandon medical (Episodul 56)                                   | Abandon medical (Episodul 56)                                 | Abandon medical (Episodul 56) | Abandon medical (Episodul 56)                                    | Abandon medical (Episodul 56)                                  | Abandon medical (Episodul 56)                                   | Abandon medical (Episodul 56)                                  | Abandon medical (Episodul 56)                                    | 5                                                                              |                      |
|                          | Diana Bu.                | Imună                    | Imună                                                           | Nu a votat                                                       | Claudia                                                      | Nu a votat                                                      | Imună                                                           | Imună                                                        | Imună                                                           | Imună                                                        | Imună                                                             | Oltin                                                           | Eliminată (Episodul 51)                                           | Eliminată (Episodul 51)                                       | Eliminată (Episodul 51)       | Eliminată (Episodul 51)                                           | Eliminată (Episodul 51)                                         | Eliminată (Episodul 51)                                       | Eliminată (Episodul 51)       | Eliminată (Episodul 51)                                          | Eliminată (Episodul 51)                                        | Eliminată (Episodul 51)                                         | Eliminată (Episodul 51)                                        | Eliminată (Episodul 51)                                          | 2                                                                              |                      |
|                          | Mariana                  | Nu a votat               | Nu a votat                                                      | Imună                                                            | Imună                                                        | Imună                                                           | Alex                                                            | Nu a votat                                                   | Alex                                                            | Lupu                                                         | Nu a votat                                                        | Eliminată (Episodul 46)                                         | Eliminată (Episodul 46)                                           | Eliminată (Episodul 46)                                       | Eliminată (Episodul 46)       | Eliminată (Episodul 46)                                           | Eliminată (Episodul 46)                                         | Eliminată (Episodul 46)                                       | Eliminată (Episodul 46)       | Eliminată (Episodul 46)                                          | Eliminată (Episodul 46)                                        | Eliminată (Episodul 46)                                         | Eliminată (Episodul 46)                                        | Eliminată (Episodul 46)                                          | 4                                                                              |                      |
|                          | Anca S.                  | Imună                    | Imună                                                           | Andrei                                                           | Claudia                                                      | Ion                                                             | Imună                                                           | Imună                                                        | Imună                                                           | Imună                                                        | Abandon medical (Episodul 44)                                     | Abandon medical (Episodul 44)                                   | Abandon medical (Episodul 44)                                     | Abandon medical (Episodul 44)                                 | Abandon medical (Episodul 44) | Abandon medical (Episodul 44)                                     | Abandon medical (Episodul 44)                                   | Abandon medical (Episodul 44)                                 | Abandon medical (Episodul 44) | Abandon medical (Episodul 44)                                    | Abandon medical (Episodul 44)                                  | Abandon medical (Episodul 44)                                   | Abandon medical (Episodul 44)                                  | Abandon medical (Episodul 44)                                    | 0                                                                              |                      |
|                          | Ștefan L.                | Nu a fost în joc         | Nu a fost în joc                                                | Nu a fost în joc                                                 | Nu a fost în joc                                             | Imun                                                            | Radu                                                            | Anca M.                                                      | Alex                                                            | Ionuț                                                        | Eliminat (Episodul 41)                                            | Eliminat (Episodul 41)                                          | Eliminat (Episodul 41)                                            | Eliminat (Episodul 41)                                        | Eliminat (Episodul 41)        | Eliminat (Episodul 41)                                            | Eliminat (Episodul 41)                                          | Eliminat (Episodul 41)                                        | Eliminat (Episodul 41)        | Eliminat (Episodul 41)                                           | Eliminat (Episodul 41)                                         | Eliminat (Episodul 41)                                          | Eliminat (Episodul 41)                                         | Eliminat (Episodul 41)                                           | 5                                                                              |                      |
|                          | Alex                     | Nu a fost în joc         | Nu a fost în joc                                                | Nu a fost în joc                                                 | Imun                                                         | Imun                                                            | Anca M.                                                         | Ștefan                                                       | Nu a votat                                                      | Eliminat (Episodul 36)                                       | Eliminat (Episodul 36)                                            | Eliminat (Episodul 36)                                          | Eliminat (Episodul 36)                                            | Eliminat (Episodul 36)                                        | Eliminat (Episodul 36)        | Eliminat (Episodul 36)                                            | Eliminat (Episodul 36)                                          | Eliminat (Episodul 36)                                        | Eliminat (Episodul 36)        | Eliminat (Episodul 36)                                           | Eliminat (Episodul 36)                                         | Eliminat (Episodul 36)                                          | Eliminat (Episodul 36)                                         | Eliminat (Episodul 36)                                           | 6                                                                              |                      |
|                          | Andrei                   | Imun                     | Imun                                                            | Nu a votat                                                       | Flo                                                          | Ion                                                             | Imun                                                            | Imun                                                         | Imun                                                            | Abandon medical (Episodul 35)                                | Abandon medical (Episodul 35)                                     | Abandon medical (Episodul 35)                                   | Abandon medical (Episodul 35)                                     | Abandon medical (Episodul 35)                                 | Abandon medical (Episodul 35) | Abandon medical (Episodul 35)                                     | Abandon medical (Episodul 35)                                   | Abandon medical (Episodul 35)                                 | Abandon medical (Episodul 35) | Abandon medical (Episodul 35)                                    | Abandon medical (Episodul 35)                                  | Abandon medical (Episodul 35)                                   | Abandon medical (Episodul 35)                                  | Abandon medical (Episodul 35)                                    | 5                                                                              |                      |
|                          | Anca M.                  | Ionuț                    | Radu                                                            | Imună                                                            | Imună                                                        | Imună                                                           | Nu a votat                                                      | Nu a votat                                                   | Eliminată (Episodul 31)                                         | Eliminată (Episodul 31)                                      | Eliminată (Episodul 31)                                           | Eliminată (Episodul 31)                                         | Eliminată (Episodul 31)                                           | Eliminată (Episodul 31)                                       | Eliminată (Episodul 31)       | Eliminată (Episodul 31)                                           | Eliminată (Episodul 31)                                         | Eliminată (Episodul 31)                                       | Eliminată (Episodul 31)       | Eliminată (Episodul 31)                                          | Eliminată (Episodul 31)                                        | Eliminată (Episodul 31)                                         | Eliminată (Episodul 31)                                        | Eliminată (Episodul 31)                                          | 11                                                                             |                      |
|                          | Radu                     | Rafaela                  | Diana K.                                                        | Imun                                                             | Imun                                                         | Imun                                                            | Anca M.                                                         | Eliminat (Episodul 27)                                       | Eliminat (Episodul 27)                                          | Eliminat (Episodul 27)                                       | Eliminat (Episodul 27)                                            | Eliminat (Episodul 27)                                          | Eliminat (Episodul 27)                                            | Eliminat (Episodul 27)                                        | Eliminat (Episodul 27)        | Eliminat (Episodul 27)                                            | Eliminat (Episodul 27)                                          | Eliminat (Episodul 27)                                        | Eliminat (Episodul 27)        | Eliminat (Episodul 27)                                           | Eliminat (Episodul 27)                                         | Eliminat (Episodul 27)                                          | Eliminat (Episodul 27)                                         | Eliminat (Episodul 27)                                           | 4                                                                              |                      |
|                          | Ion                      | Imun                     | Imun                                                            | Andrei                                                           | Claudia                                                      | Flo                                                             | Imun                                                            | Abandon medical (Episodul 26)                                | Abandon medical (Episodul 26)                                   | Abandon medical (Episodul 26)                                | Abandon medical (Episodul 26)                                     | Abandon medical (Episodul 26)                                   | Abandon medical (Episodul 26)                                     | Abandon medical (Episodul 26)                                 | Abandon medical (Episodul 26) | Abandon medical (Episodul 26)                                     | Abandon medical (Episodul 26)                                   | Abandon medical (Episodul 26)                                 | Abandon medical (Episodul 26) | Abandon medical (Episodul 26)                                    | Abandon medical (Episodul 26)                                  | Abandon medical (Episodul 26)                                   | Abandon medical (Episodul 26)                                  | Abandon medical (Episodul 26)                                    | 9                                                                              |                      |
|                          | Florian                  | Nu a fost în joc         | Nu a fost în joc                                                | Nu a fost în joc                                                 | Claudia                                                      | Larisa                                                          | Eliminat (Episodul 23)                                          | Eliminat (Episodul 23)                                       | Eliminat (Episodul 23)                                          | Eliminat (Episodul 23)                                       | Eliminat (Episodul 23)                                            | Eliminat (Episodul 23)                                          | Eliminat (Episodul 23)                                            | Eliminat (Episodul 23)                                        | Eliminat (Episodul 23)        | Eliminat (Episodul 23)                                            | Eliminat (Episodul 23)                                          | Eliminat (Episodul 23)                                        | Eliminat (Episodul 23)        | Eliminat (Episodul 23)                                           | Eliminat (Episodul 23)                                         | Eliminat (Episodul 23)                                          | Eliminat (Episodul 23)                                         | Eliminat (Episodul 23)                                           | 4                                                                              |                      |
|                          | Claudia                  | Imună                    | Imună                                                           | Andrei                                                           | Ion                                                          | Eliminată (Episodul 19)                                         | Eliminată (Episodul 19)                                         | Eliminată (Episodul 19)                                      | Eliminată (Episodul 19)                                         | Eliminată (Episodul 19)                                      | Eliminată (Episodul 19)                                           | Eliminată (Episodul 19)                                         | Eliminată (Episodul 19)                                           | Eliminată (Episodul 19)                                       | Eliminată (Episodul 19)       | Eliminată (Episodul 19)                                           | Eliminată (Episodul 19)                                         | Eliminată (Episodul 19)                                       | Eliminată (Episodul 19)       | Eliminată (Episodul 19)                                          | Eliminată (Episodul 19)                                        | Eliminată (Episodul 19)                                         | Eliminată (Episodul 19)                                        | Eliminată (Episodul 19)                                          | 5                                                                              |                      |
|                          | Bogdan                   | Rafaela                  | Diana K.                                                        | Imun                                                             | Abandon (Episodul 18)                                        | Abandon (Episodul 18)                                           | Abandon (Episodul 18)                                           | Abandon (Episodul 18)                                        | Abandon (Episodul 18)                                           | Abandon (Episodul 18)                                        | Abandon (Episodul 18)                                             | Abandon (Episodul 18)                                           | Abandon (Episodul 18)                                             | Abandon (Episodul 18)                                         | Abandon (Episodul 18)         | Abandon (Episodul 18)                                             | Abandon (Episodul 18)                                           | Abandon (Episodul 18)                                         | Abandon (Episodul 18)         | Abandon (Episodul 18)                                            | Abandon (Episodul 18)                                          | Abandon (Episodul 18)                                           | Abandon (Episodul 18)                                          | Abandon (Episodul 18)                                            | 1                                                                              |                      |
|                          | Anda                     | Imună                    | Imună                                                           | Absentă                                                          | Eliminată (Episodul 15)                                      | Eliminată (Episodul 15)                                         | Eliminată (Episodul 15)                                         | Eliminată (Episodul 15)                                      | Eliminată (Episodul 15)                                         | Eliminată (Episodul 15)                                      | Eliminată (Episodul 15)                                           | Eliminată (Episodul 15)                                         | Eliminată (Episodul 15)                                           | Eliminată (Episodul 15)                                       | Eliminată (Episodul 15)       | Eliminată (Episodul 15)                                           | Eliminată (Episodul 15)                                         | Eliminată (Episodul 15)                                       | Eliminată (Episodul 15)       | Eliminată (Episodul 15)                                          | Eliminată (Episodul 15)                                        | Eliminată (Episodul 15)                                         | Eliminată (Episodul 15)                                        | Eliminată (Episodul 15)                                          | 1                                                                              |                      |
|                          | Diana K.                 | Rafaela                  | Ionuț                                                           | Eliminată (Episodul 11)                                          | Eliminată (Episodul 11)                                      | Eliminată (Episodul 11)                                         | Eliminată (Episodul 11)                                         | Eliminată (Episodul 11)                                      | Eliminată (Episodul 11)                                         | Eliminată (Episodul 11)                                      | Eliminată (Episodul 11)                                           | Eliminată (Episodul 11)                                         | Eliminată (Episodul 11)                                           | Eliminată (Episodul 11)                                       | Eliminată (Episodul 11)       | Eliminată (Episodul 11)                                           | Eliminată (Episodul 11)                                         | Eliminată (Episodul 11)                                       | Eliminată (Episodul 11)       | Eliminată (Episodul 11)                                          | Eliminată (Episodul 11)                                        | Eliminată (Episodul 11)                                         | Eliminată (Episodul 11)                                        | Eliminată (Episodul 11)                                          | 6                                                                              |                      |
|                          | Rafaela                  | Diana K.                 | Eliminată (Episodul 7)                                          | Eliminată (Episodul 7)                                           | Eliminată (Episodul 7)                                       | Eliminată (Episodul 7)                                          | Eliminată (Episodul 7)                                          | Eliminată (Episodul 7)                                       | Eliminată (Episodul 7)                                          | Eliminată (Episodul 7)                                       | Eliminată (Episodul 7)                                            | Eliminată (Episodul 7)                                          | Eliminată (Episodul 7)                                            | Eliminată (Episodul 7)                                        | Eliminată (Episodul 7)        | Eliminată (Episodul 7)                                            | Eliminată (Episodul 7)                                          | Eliminată (Episodul 7)                                        | Eliminată (Episodul 7)        | Eliminată (Episodul 7)                                           | Eliminată (Episodul 7)                                         | Eliminată (Episodul 7)                                          | Eliminată (Episodul 7)                                         | Eliminată (Episodul 7)                                           | 6                                                                              |                      |
|                          |                          |                          |                                                                 |                                                                  |                                                              |                                                                 |                                                                 |                                                              |                                                                 |                                                              |                                                                   |                                                                 |                                                                   |                                                               |                               |                                                                   |                                                                 |                                                               |                               |                                                                  |                                                                |                                                                 |                                                                |                                                                  |                                                                                |                      |
| Propuși pentru eliminare | Propuși pentru eliminare | Propuși pentru eliminare | Ionuț, Radu, Rafaela                                            | Bogdan, Diana K., Radu                                           | Anda, Andrei, Ion                                            | Claudia, Ion, Larisa                                            | Diana Bu., Flo, Ion                                             | Alex, Anca M., Radu                                          | Anca M., Ionuț, Ștefan                                          | Alex, Alina, Lupu                                            | Alina, Lupu, Roxana                                               | Alexandru, Mariana, Ștefan                                      | Diana Bu., Larisa, Oltin                                          | Alina, Roxana, Ștefan                                         | Nu au existat                 | Diana Be., Geanina, Larisa                                        | Cătălin, Geanina, Valentin                                      | Cătălin, Giani, Valentin                                      | Nu au existat                 | Cătălin, Valentin, Vladimir                                      | Larisa, Vladimir                                               | Cătălin, Vladimir                                               | Roxana, Ștefan                                                 | -                                                                | -                                                                              |                      |
| Abandonat                | Abandonat                | Abandonat                | -                                                               | -                                                                | -                                                            | Bogdan                                                          | -                                                               | Ion                                                          | -                                                               | Andrei                                                       | -                                                                 | Anca S.                                                         | -                                                                 | Oltin                                                         | -                             | -                                                                 | -                                                               | -                                                             | -                             | -                                                                | -                                                              | -                                                               | -                                                              | -                                                                | -                                                                              |                      |
| Eliminat                 | Eliminat                 | Eliminat                 | Rafaela (Cele mai puține voturi obținute din partea publicului) | Diana K. (Cele mai puține voturi obținute din partea publicului) | Anda (Cele mai puține voturi obținute din partea publicului) | Claudia (Cele mai puține voturi obținute din partea publicului) | Florian (Cele mai puține voturi obținute din partea publicului) | Radu (Cele mai puține voturi obținute din partea publicului) | Anca M. (Cele mai puține voturi obținute din partea publicului) | Alex (Cele mai puține voturi obținute din partea publicului) | Ștefan L. (Cele mai puține voturi obținute din partea publicului) | Mariana (Cele mai puține voturi obținute din partea publicului) | Diana Bu. (Cele mai puține voturi obținute din partea publicului) | Alina (Cele mai puține voturi obținute din partea publicului) | Nu a existat                  | Diana Be. (Cele mai puține voturi obținute din partea publicului) | Geanina (Cele mai puține voturi obținute din partea publicului) | Giani (Cele mai puține voturi obținute din partea publicului) | Nu a existat                  | Valentin (Cele mai puține voturi obținute din partea publicului) | Larisa (Cele mai puține voturi obținute din partea publicului) | Cătălin (Cele mai puține voturi obținute din partea publicului) | Roxana (Cele mai puține voturi obținute din partea publicului) | Alexandru (Cele mai puține puncte obținute în proba individuală) | Ionuț (Pozitionat pe locul 2 în urma voturilor obținute din partea publicului) |                      |
| Eliminat                 | Eliminat                 | Eliminat                 | Rafaela (Cele mai puține voturi obținute din partea publicului) | Diana K. (Cele mai puține voturi obținute din partea publicului) | Anda (Cele mai puține voturi obținute din partea publicului) | Claudia (Cele mai puține voturi obținute din partea publicului) | Florian (Cele mai puține voturi obținute din partea publicului) | Radu (Cele mai puține voturi obținute din partea publicului) | Anca M. (Cele mai puține voturi obținute din partea publicului) | Alex (Cele mai puține voturi obținute din partea publicului) | Ștefan L. (Cele mai puține voturi obținute din partea publicului) | Mariana (Cele mai puține voturi obținute din partea publicului) | Diana Bu. (Cele mai puține voturi obținute din partea publicului) | Alina (Cele mai puține voturi obținute din partea publicului) | Nu a existat                  | Diana Be. (Cele mai puține voturi obținute din partea publicului) | Geanina (Cele mai puține voturi obținute din partea publicului) | Giani (Cele mai puține voturi obținute din partea publicului) | Nu a existat                  | Valentin (Cele mai puține voturi obținute din partea publicului) | Larisa (Cele mai puține voturi obținute din partea publicului) | Cătălin (Cele mai puține voturi obținute din partea publicului) | Roxana (Cele mai puține voturi obținute din partea publicului) | Ștefan (Cele mai puține puncte obținute în proba individuală)    | Vladimir (Cele mai multe voturi obținute din partea publicului)                |                      |
| Referințe                | Referințe                | Referințe                | [ 19 ]                                                          | [ 20 ]                                                           | [ 21 ]                                                       | [ 22 ] [ 23 ]                                                   | [ 24 ]                                                          | [ 25 ] [ 26 ]                                                | [ 27 ]                                                          | [ 28 ] [ 29 ]                                                | [ 30 ]                                                            | [ 31 ] [ 32 ]                                                   | [ 33 ]                                                            | [ 34 ] [ 35 ]                                                 |                               | [ 36 ]                                                            | [ 37 ]                                                          | [ 38 ]                                                        |                               | [ 39 ]                                                           | [ 40 ]                                                         | [ 41 ]                                                          | [ 42 ]                                                         | [ 43 ]                                                           | [ 44 ]                                                                         |                      |

Legendă
     Concurentul a făcut parte din echipa care a câștigat Jocul de Arenă
     Concurentul a fost desemnat Jucătorul săptămânii
     Concurentul a câștigat jocul individual pentru imunitate
Note
1. ↑  Din cauza sărbătorilor Pascale, în săptămâna 14 nu s-au făcut nominalizări.
2. ↑  În a patra săptămână, dat fiind faptul că a fost spitalizată, Anda nu a fost prezentă la nominalizări.

## Audiențe
Debutul Exatlon a fost urmărit în medie de peste un milion de telespectatori. Minutul de maximă audiență a fost atins la 21:20 cu 1.568.000 de telespectatori.
Pe data de 16 ianuarie 2018, pe publicul comercial, Exatlon  a avut cea mai mare cotă de piață a vreunei emisiuni produsă de Kanal D din istoria stației. Tot în acea dată, postul a fost lider la orașe și la nivel național, cu cifre peste media sa obișnuită din prime-time, cifre pe care le-a avut în trecut doar cu meciuri sau seriale turcești.
Începând cu data de 10 februarie 2018, Exatlon se difuzează de la ora 19:45. De asemenea, începând cu data de 3 martie 2018, emisiunea se difuzează și miercuri.
| Săptămână | Episod | Data difuzării    | Poziție în grilă | Segment de public | Segment de public | Segment de public | Segment de public | Segment de public     | Segment de public     | Segment de public     | Surse         |
| Săptămână | Episod | Data difuzării    | Poziție în grilă | Național          | Național          | Național          | Național          | Comercial (18–49 ani) | Comercial (18–49 ani) | Comercial (18–49 ani) | Surse         |
| Săptămână | Episod | Data difuzării    | Poziție în grilă | Loc               | Medie (mii)       | Rating (%)        | Cotă (%)          | Loc                   | Rating (%)            | Cotă (%)              | Surse         |
| --------- | ------ | ----------------- | ---------------- | ----------------- | ----------------- | ----------------- | ----------------- | --------------------- | --------------------- | --------------------- | ------------- |
| 1         | 1      | 7 ianuarie 2018   | duminică, 20:00  | 2                 | 1 132             | 6,3               | 12,1              | 3                     | 4,3                   | 10,0                  | [ 48 ] [ 49 ] |
| 1         | 2      | 8 ianuarie 2018   | luni, 20:00      | 2                 | 1 338             | 7,5               | 14,3              | 3                     | 4,8                   | 11,6                  | [ 50 ] [ 51 ] |
| 1         | 3      | 9 ianuarie 2018   | marți, 20:00     | 2                 | 1 589             | 8,9               | 17,8              | 2                     | 7,3                   | 18,4                  | [ 52 ] [ 53 ] |
| 2         | 4      | 13 ianuarie 2018  | sâmbătă, 20:00   | 2                 | 1 443             | 8,1               | 15,7              | 2                     | 5,9                   | 15,4                  | [ 54 ] [ 55 ] |
| 2         | 5      | 14 ianuarie 2018  | duminică, 20:00  | 1                 | 1 729             | 9,7               | 18,6              | 3                     | 6,5                   | 15,1                  | [ 56 ]        |
| 2         | 6      | 15 ianuarie 2018  | luni, 20:00      | 1                 | 1 569             | 8,8               | 16,9              | 3                     | 6,6                   | 16,2                  | [ 57 ]        |
| 2         | 7      | 16 ianuarie 2018  | marți, 20:00     | 1                 | 1 747             | 9,8               | 20,7              | 2                     | 8,0                   | 21,0                  | [ 58 ]        |
| 3         | 8      | 20 ianuarie 2018  | sâmbătă, 20:00   | 2                 | 1 646             | 9,2               | 19,0              | 2                     | 7,3                   | 17,9                  | [ 59 ]        |
| 3         | 9      | 21 ianuarie 2018  | duminică, 20:00  | 1                 | 1 690             | 9,5               | 18,7              | 2                     | 7,6                   | 17,2                  | [ 60 ]        |
| 3         | 10     | 22 ianuarie 2018  | luni, 20:00      | 1                 | 1 582             | 8,9               | 18,7              | 2                     | 6,9                   | 17,9                  | [ 61 ]        |
| 3         | 11     | 23 ianuarie 2018  | marți, 20:00     | 1                 | 1 865             | 10,4              | 21,7              | 2                     | 7,6                   | 19,8                  | [ 62 ]        |
| 4         | 12     | 27 ianuarie 2018  | sâmbătă, 20:00   | 1                 | 1 688             | 9,4               | 20,1              | 2                     | 7,2                   | 18,9                  | [ 63 ] [ 64 ] |
| 4         | 13     | 28 ianuarie 2018  | duminică, 20:00  | 1                 | 1 817             | 10,2              | 20,4              | 2                     | 6,8                   | 16,4                  | [ 65 ]        |
| 4         | 14     | 29 ianuarie 2018  | luni, 20:00      | 1                 | 1 757             | 9,8               | 20,7              | 2                     | 7,5                   | 19,1                  | [ 66 ]        |
| 4         | 15     | 30 ianuarie 2018  | marți, 20:00     | 1                 | 2 083             | 11,7              | 23,9              | 2                     | 9,0                   | 23,1                  | [ 67 ]        |
| 5         | 16     | 3 februarie 2018  | sâmbătă, 20:00   | -                 | -                 | -                 | -                 | -                     | -                     | -                     | -             |
| 5         | 17     | 4 februarie 2018  | duminică, 20:00  | 1                 | 2 114             | 11,8              | 22,5              | 1                     | 9,6                   | 21,8                  | [ 68 ]        |
| 5         | 18     | 5 februarie 2018  | luni, 20:00      | 1                 | 1 948             | 10,9              | 22,7              | 2                     | 8,2                   | 21,3                  | [ 69 ]        |
| 5         | 19     | 6 februarie 2018  | marți, 20:00     | 1                 | 2 136             | 11,9              | 23,9              | 2                     | 8,7                   | 20,8                  | [ 70 ]        |
| 6         | 20     | 10 februarie 2018 | sâmbătă, 19:45   | 1                 | 1 828             | 10,5              | 20,5              | 2                     | 7,3                   | 18,8                  | [ 71 ]        |
| 6         | 21     | 11 februarie 2018 | duminică, 19:45  | 1                 | 2 258             | 12,6              | 24,2              | 1                     | 10,3                  | 22,8                  | [ 72 ]        |
| 6         | 22     | 12 februarie 2018 | luni, 19:45      | 1                 | 2 021             | 11,3              | 21,4              | 1                     | 9,1                   | 20,4                  | [ 73 ]        |
| 6         | 23     | 13 februarie 2018 | marți, 19:45     | 1                 | 1 805             | 10,1              | 20,0              | 2                     | 7,8                   | 19,0                  | [ 74 ]        |
| 7         | 24     | 17 februarie 2018 | sâmbătă, 19:45   | 1                 | 1 993             | 11,1              | 22,5              | 2                     | 8,0                   | 20,7                  | [ 75 ]        |
| 7         | 25     | 18 februarie 2018 | duminică, 19:45  | 1                 | 2 128             | 11,9              | 22,7              | 2                     | 8,3                   | 18,0                  | [ 76 ]        |
| 7         | 26     | 19 februarie 2018 | luni, 19:45      | 1                 | 2 056             | 11,5              | 21,3              | 2                     | 9,3                   | 20,8                  | [ 77 ]        |
| 7         | 27     | 20 februarie 2018 | marți, 19:45     | 1                 | 2 020             | 11,3              | 22,3              | 2                     | 9,1                   | 22,2                  | [ 78 ]        |
| 8         | 28     | 24 februarie 2018 | sâmbătă, 19:45   | 1                 | 1 992             | 11,1              | 22,5              | 1                     | 8,7                   | 20,6                  | [ 79 ]        |
| 8         | 29     | 25 februarie 2018 | duminică, 19:45  | 1                 | 1 986             | 11,1              | 20,1              | 2                     | 8,5                   | 17,6                  | [ 80 ]        |
| 8         | 30     | 26 februarie 2018 | luni, 19:45      | 1                 | 2 145             | 12,0              | 22,0              | 2                     | 9,3                   | 20,1                  | [ 81 ]        |
| 8         | 31     | 27 februarie 2018 | marți, 19:45     | 2                 | 2 223             | 12,4              | 21,8              | 2                     | 9,4                   | 19,9                  | [ 82 ]        |
| 9         | 32     | 3 martie 2018     | sâmbătă, 19:45   | 1                 | 2 188             | 12,2              | 24,7              | 1                     | 10,1                  | 24,8                  | [ 83 ]        |
| 9         | 33     | 4 martie 2018     | duminică, 19:45  | 1                 | 2 137             | 12,0              | 21,5              | 3                     | 9,7                   | 19,8                  | [ 84 ]        |
| 9         | 34     | 5 martie 2018     | luni, 19:45      | 1                 | 2 150             | 12,0              | 23,9              | 1                     | 8,7                   | 19,9                  | [ 85 ] [ 86 ] |
| 9         | 35     | 6 martie 2018     | marți, 19:45     | 1                 | 2 058             | 11,5              | 22,6              | 2                     | 9,1                   | 20,8                  | [ 87 ]        |
| 9         | 36     | 7 martie 2018     | miercuri, 19:45  | 1                 | 1 996             | 11,2              | 22,3              | 1                     | 9,1                   | 22,4                  | [ 88 ]        |
| 10        | 37     | 10 martie 2018    | sâmbătă, 19:45   | -                 | -                 | -                 | -                 | -                     | -                     | -                     | -             |
| 10        | 38     | 11 martie 2018    | duminică, 19:45  | 1                 | 2 259             | 12,6              | 24,7              | 1                     | 10,9                  | 23,8                  | [ 89 ]        |
| 10        | 39     | 12 martie 2018    | luni, 19:45      | 1                 | 1 893             | 10,6              | 21,4              | 2                     | 8,4                   | 20,2                  | [ 90 ]        |
| 10        | 40     | 13 martie 2018    | marți, 19:45     | 1                 | 1 975             | 11,1              | 22,0              | 1                     | 9,8                   | 22,4                  | [ 91 ]        |
| 10        | 41     | 14 martie 2018    | miercuri, 19:45  | 1                 | 1 801             | 10,1              | 20,0              | 1                     | 9,2                   | 22,3                  | [ 92 ]        |
| 11        | 42     | 17 martie 2018    | sâmbătă, 19:45   | 1                 | 2 232             | 12,5              | 26,6              | 1                     | 10,4                  | 26,1                  | [ 93 ]        |
| 11        | 43     | 18 martie 2018    | duminică, 19:45  | 1                 | 2 169             | 12,1              | 20,8              | 2                     | 10,2                  | 20,6                  | [ 94 ]        |
| 11        | 44     | 19 martie 2018    | luni, 19:45      | 1                 | 1 995             | 11,2              | 23,0              | 1                     | 10,2                  | 25,0                  | [ 95 ]        |
| 11        | 45     | 20 martie 2018    | marți, 19:45     | 1                 | 1 982             | 11,1              | 22,5              | 2                     | 9,2                   | 22,6                  | [ 96 ]        |
| 11        | 46     | 21 martie 2018    | miercuri, 19:45  | 1                 | 2 110             | 11,8              | 23,9              | 1                     | 10,4                  | 25,7                  | [ 97 ]        |
| 12        | 47     | 24 martie 2018    | sâmbătă, 19:45   | -                 | -                 | -                 | -                 | -                     | -                     | -                     | -             |
| 12        | 48     | 25 martie 2018    | duminică, 19:45  | 1                 | 1 962             | 11,0              | 21,0              | 2                     | 9,1                   | 20,2                  | [ 98 ]        |
| 12        | 49     | 26 martie 2018    | luni, 19:45      | 1                 | 1 902             | 10,6              | 21,3              | 2                     | 9,4                   | 21,9                  | [ 99 ]        |
| 12        | 50     | 27 martie 2018    | marți, 19:45     | 2                 | 1 719             | 9,6               | 19,6              | 3                     | 8,1                   | 19,8                  | [ 100 ]       |
| 12        | 51     | 28 martie 2018    | miercuri, 19:45  | 1                 | 2 030             | 11,4              | 23,3              | 1                     | 9,7                   | 24,9                  | [ 101 ]       |
| 13        | 52     | 31 martie 2018    | sâmbătă, 19:45   | 1                 | 1 830             | -                 | -                 | -                     | -                     | -                     | [ 102 ]       |
| 13        | 53     | 1 aprilie 2018    | duminică, 19:45  | 1                 | 2 049             | -                 | -                 | -                     | -                     | -                     | [ 102 ]       |
| 13        | 54     | 2 aprilie 2018    | luni, 19:45      | 1                 | 1 890             | 10,6              | 21,0              | 2                     | 7,9                   | 19,5                  | [ 103 ]       |
| 13        | 55     | 3 aprilie 2018    | marți, 19:45     | 1                 | 1 637             | 9,2               | 18,9              | 3                     | 7,4                   | 18,8                  | [ 104 ]       |
| 13        | 56     | 4 aprilie 2018    | miercuri, 19:45  | 1                 | 1 749             | 9,8               | 22,2              | 1                     | 7,5                   | 20,8                  | [ 105 ]       |
| 14        | 57     | 7 aprilie 2018    | sâmbătă, 19:45   | 1                 | 1 650             | 9,2               | 20,7              | 2                     | 7,1                   | 20,9                  | [ 106 ]       |
| 14        | 58     | 8 aprilie 2018    | duminică, 19:45  | 1                 | 1 740             | 9,7               | 21,4              | 1                     | 7,3                   | 22,7                  | [ 107 ]       |
| 14        | 59     | 9 aprilie 2018    | luni, 19:45      | 1                 | 1 555             | 8,7               | 19,0              | 2                     | 7,2                   | 19,2                  | [ 108 ]       |
| 14        | 60     | 10 aprilie 2018   | marți, 19:45     | -                 | -                 | -                 | -                 | -                     | -                     | -                     | -             |
| 14        | 61     | 11 aprilie 2018   | miercuri, 19:45  | -                 | -                 | -                 | -                 | -                     | -                     | -                     | -             |
| 15        | 62     | 14 aprilie 2018   | sâmbătă, 19:45   | -                 | -                 | -                 | -                 | -                     | -                     | -                     | -             |
| 15        | 63     | 15 aprilie 2018   | duminică, 19:45  | -                 | -                 | -                 | -                 | -                     | -                     | -                     | -             |
| 15        | 64     | 16 aprilie 2018   | luni, 19:45      | -                 | -                 | -                 | -                 | -                     | -                     | -                     | -             |
| 15        | 65     | 17 aprilie 2018   | marți, 19:45     | -                 | -                 | -                 | -                 | -                     | -                     | -                     | -             |
| 15        | 66     | 18 aprilie 2018   | miercuri, 19:45  | 1                 | 1 684             | 9,4               | 21,6              | 1                     | 7,5                   | 21,2                  | [ 109 ]       |
| 16        | 67     | 21 aprilie 2018   | sâmbătă, 19:45   | 1                 | 1 596             | 8,9               | 21,8              | 1                     | 6,6                   | 23,1                  | [ 110 ]       |
| 16        | 68     | 22 aprilie 2018   | duminică, 19:45  | 1                 | 1 622             | 9,1               | 20,6              | 1                     | 8,0                   | 22,4                  | [ 111 ]       |
| 16        | 69     | 23 aprilie 2018   | luni, 19:45      | 1                 | 1 442             | 8,1               | 19,3              | 2                     | 7                     | 20,2                  | [ 112 ]       |
| 16        | 70     | 24 aprilie 2018   | marți, 19:45     | -                 | -                 | -                 | -                 | -                     | -                     | -                     | -             |
| 16        | 71     | 25 aprilie 2018   | miercuri, 19:45  | 1                 | 1 547             | 8,7               | 20,2              | 1                     | 7,1                   | 21,2                  | [ 113 ]       |
| 17        | 72     | 28 aprilie 2018   | sâmbătă, 19:45   | -                 | -                 | -                 | -                 | -                     | -                     | -                     | -             |
| 17        | 73     | 29 aprilie 2018   | duminică, 19:45  | -                 | -                 | -                 | -                 | -                     | -                     | -                     | -             |
| 17        | 74     | 30 aprilie 2018   | luni, 19:45      | -                 | -                 | -                 | -                 | -                     | -                     | -                     | -             |
| 17        | 75     | 1 mai 2018        | marți, 19:45     | -                 | -                 | -                 | -                 | -                     | -                     | -                     | -             |
| 17        | 76     | 2 mai 2018        | miercuri, 19:45  | 1                 | 1 569             | 8,8               | 20,8              | 2                     | 7,0                   | 20,8                  | [ 114 ]       |
| 18        | 77     | 5 mai 2018        | sâmbătă, 19:45   | -                 | -                 | -                 | -                 | -                     | -                     | -                     | -             |
| 18        | 78     | 6 mai 2018        | duminică, 19:45  | 1                 | 1 748             | 9,8               | 21,6              | 2                     | 7,3                   | 19,9                  | [ 115 ]       |
| 18        | 79     | 7 mai 2018        | luni, 19:45      | -                 | -                 | -                 | -                 | -                     | -                     | -                     | -             |
| 18        | 80     | 8 mai 2018        | marți, 19:45     | -                 | -                 | -                 | -                 | -                     | -                     | -                     | -             |
| 18        | 81     | 9 mai 2018        | miercuri, 19:45  | -                 | -                 | -                 | -                 | -                     | -                     | -                     | -             |
| 19        | 82     | 12 mai 2018       | sâmbătă, 19:45   | -                 | -                 | -                 | -                 | -                     | -                     | -                     | -             |
| 19        | 83     | 13 mai 2018       | duminică, 19:45  | 1                 | 1 352             | 7,6               | 16,3              | 2                     | 6,5                   | 16,6                  | [ 116 ]       |
| 19        | 84     | 14 mai 2018       | luni, 19:45      | -                 | -                 | -                 | -                 | -                     | -                     | -                     | -             |
| 19        | 85     | 15 mai 2018       | marți, 19:45     | -                 | -                 | -                 | -                 | -                     | -                     | -                     | -             |
| 19        | 86     | 16 mai 2018       | miercuri, 19:45  | 1                 | 1 398             | 7,8               | 18,6              | 1                     | 7,1                   | 20,3                  | [ 117 ]       |
| 20        | 87     | 18 mai 2018       | vineri, 22:30    | 2                 | 1 003             | 5,6               | 14,8              | 2                     | 4,3                   | 14,4                  | [ 118 ]       |
| 20        | 88     | 19 mai 2018       | sâmbătă, 19:45   | -                 | -                 | -                 | -                 | -                     | -                     | -                     | -             |
| 20        | 89     | 20 mai 2018       | duminică, 19:45  | -                 | -                 | -                 | -                 | -                     | -                     | -                     | -             |
| 20        | 90     | 21 mai 2018       | luni, 19:45      | -                 | -                 | -                 | -                 | -                     | -                     | -                     | -             |
| 20        | 91     | 22 mai 2018       | marți, 19:45     | 1                 | 1 727             | 9,7               | 23,7              | 1                     | 8,7                   | 25,4                  | [ 119 ]       |
| 20        | 92     | 23 mai 2018       | miercuri, 19:45  | 1                 | 1 749             | 9,8               | 25,1              | 1                     | 8,0                   | 26,0                  | [ 120 ]       |